# تاس موردوكوتاس

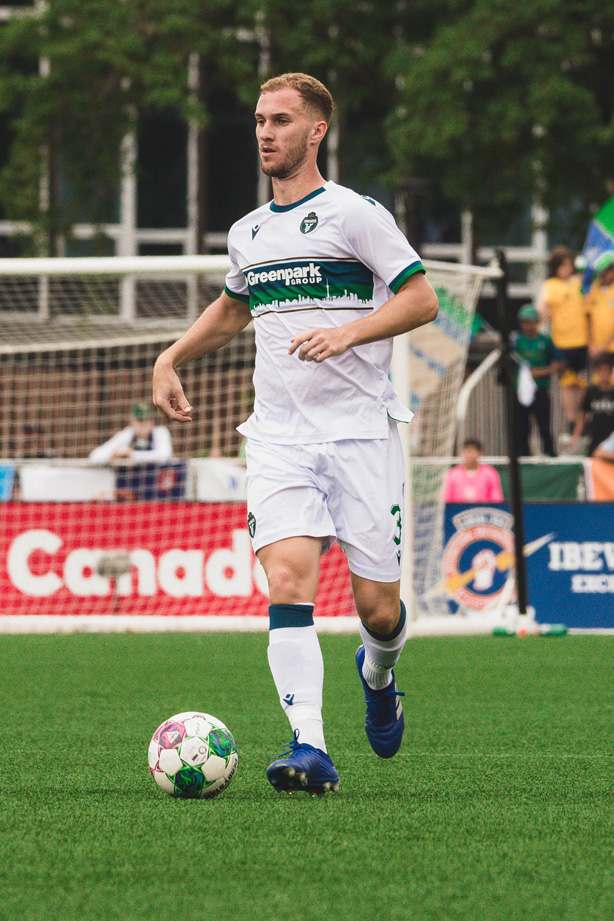
تاس موردوكوتاس يتسلم الكرة لصالح فريق يورك يونايتد.

تاس موردوكوتاس ولد سنة 3 مارس 1999هو لاعب كرة قدم أسترالي محترف يلعب كمدافع لنادي يورك يونايتد في الدوري الكندي الممتاز .

## روابط خارجية
- تاس موردوكوتاس  على سكروي